# Centre CEA de Cadarache
Le centre CEA de Cadarache est le plus grand centre de recherche et développement en Europe sur l'énergie nucléaire (la fission et la fusion), les nouvelles technologies de l'énergie et la biologie végétale. Il fait partie des neuf centres du Commissariat à l'énergie atomique et aux énergies alternatives (CEA) implantés sur le territoire français, réunissant 20 000 employés.
Installé en Provence-Alpes-Côte d'Azur, sur la commune de Saint-Paul-lès-Durance, le centre CEA de Cadarache est au cœur de la transition énergétique avec ses instituts de recherche et plateformes expérimentales dans le domaine des énergies bas-carbone : énergie nucléaire, bioénergies et énergies solaires. À ces recherches s’ajoutent les activités relatives à la propulsion nucléaire pour la Marine nationale, la recherche fondamentale en biosciences et biotechnologies, les études sur le démantèlement et l’assainissement des installations nucléaires et sur la sûreté nucléaire. Le centre CEA de Cadarache accueille chaque jour 5 500 personnes dont 2 400 salariés du CEA. Il accueille des installations de recherche de renommée internationale : le réacteur Jules Horowitz (RJH) en construction, le tokamak WEST/Tore Supra, banc de test pour ITER, ou encore la Cité des Énergies.

## Histoire

### Origines

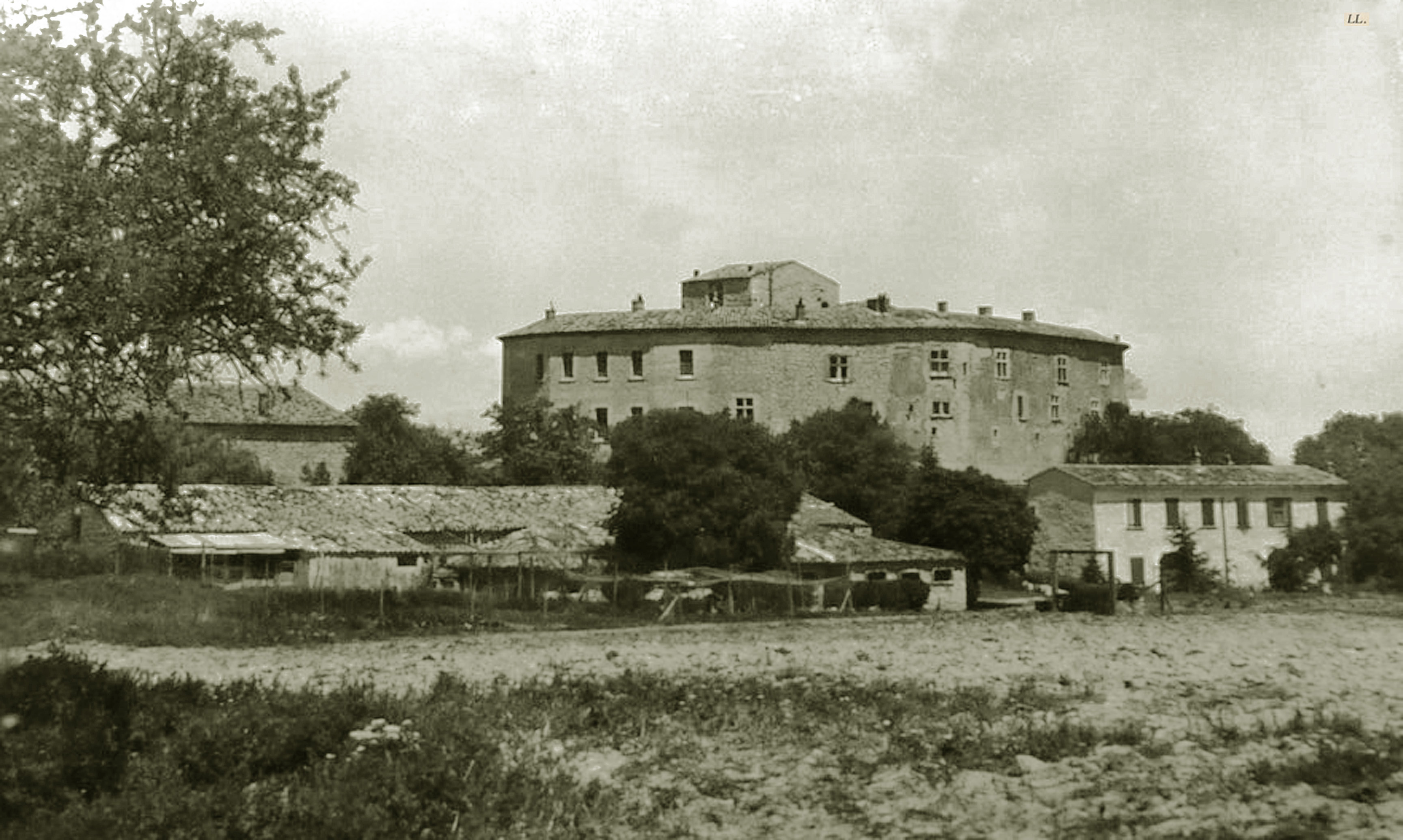
Château de Cadarache, à Saint-Paul-lès-Durance.

L'hypothèse la plus fréquente sur le nom Cadarache est une origine étymologique grecque proche du mot latin cataracta (« chute d'eau », « écluse », « barrage »)[réf. nécessaire], le site étant situé au confluent du Verdon et de la Durance.
Le domaine de Cadarache, en partie biens d’émigrés, de la famille de Castellane, fut vendu aux enchères. Puis, sous la monarchie de Juillet, après bien des vicissitudes, les terres partiellement rachetés par la famille de Castellane furent cédées à Jean-Joseph Barthelon, entrepreneur à Toulon et l'un des plus grands propriétaires des Bouches-du-Rhône. Son fils, Eugène (1833-1905), restaure le château et exploite les terres, dont la rentabilité sera sans cesse en déclin. À sa mort, il fait don de tous ses biens à la commune d’Embrun, dont sa famille était originaire. Les revenus de l’exploitation des quelques hectares cultivés et de la location de la chasse étant insuffisants, la commune d’Embrun se décida à mettre en vente le domaine, à la moitié du prix payé par l’entrepreneur.
En 1919, un seul acheteur se présenta ; ce fut Charles Labro, architecte et homme d’affaires ; il fit l'acquisition de Cadarache et d'une forêt à Moissac-Bellevue dans le Var en vue d’échanger l'essentiel (au total 2 551 ha, dont 1 809 ha de Cadarache et 742 ha de Moissac), contre 493 ha au Cap Ferret appartenant à l’État (forêt domaniale de Garonne). Ce domaine a été complété par l'achat de terrains en 1960, appartenant par le passé principalement à la marquise de La Hamayde (1833-1905), née Anne de Bausset-Roquefort.
À Cadarache, l'État, nouveau propriétaire fut plus efficace que la commune d’Embrun : il pratiqua la culture de plantes à parfums et à essences médicinales. En 1924, création d’un parc de repeuplement de 150 ha pour le gibier et introduction de cerfs sika offerts à la France par Taishō Tennō, empereur du Japon, puis de mouflons corses en 1935, populations toujours présentes. Les premiers individus de la population de mouflons devaient être offerts en cadeau au roi Alexandre Ier de Yougoslavie lors de sa visite en France en 1934, mais celui-ci fut assassiné après avoir débarqué à Marseille. Quelques chevreuils sont également présents.
En 1935, l'État a installé dans le château de Caradache l'École nationale des garde-chasse sous l’impulsion du conservateur des Eaux et Forêts Paul Gouilly-Frossard (1882-1967), alors directeur des chasses présidentielles.
Le château de Cadarache, restauré par le Commissariat à l'énergie atomique (CEA) de 1960 à 1965, est désormais une structure d'accueil pour les travailleurs extérieurs et visiteurs du CEA. Ce château du XVe siècle, est inscrit aux monuments historiques en 1925.
Après la création du centre CEA et du site ITER, les espaces naturels restants forment la forêt domaniale de Cadarache, qui jouxte le centre de Cadarache, s’étendent actuellement sur 802 ha. Elle est composée principalement de taillis, de chêne vert et de chêne pubescent. Le centre de Cadarache est lui-même une surface boisée à 80 %, gérée par l'Office national des forêts (ONF). La forêt domaniale de Cadarache jouxte également la forêt domaniale de Vinon-sur-Verdon et forme avec la zone boisée du centre de Cadarache un continuum forestier.
Les travaux réalisés pour la construction du centre ont mis au jour deux nécropoles : une datée de l'âge du fer (VIe siècle av. J.-C.) et l'autre gallo-romaine datée du IIIe au VIe siècle de notre ère. En particulier en avril 1964, est mise au jour une tombe consacrée à l'inhumation d'un sanglier, reposant sur un lit de galets et avec une hache polie à proximité de la tête. Après les fouilles, une partie de ces tombes a été reconstruite et est exposée sur le centre.

### Création du centre CEA de Cadarache: 1959-1963

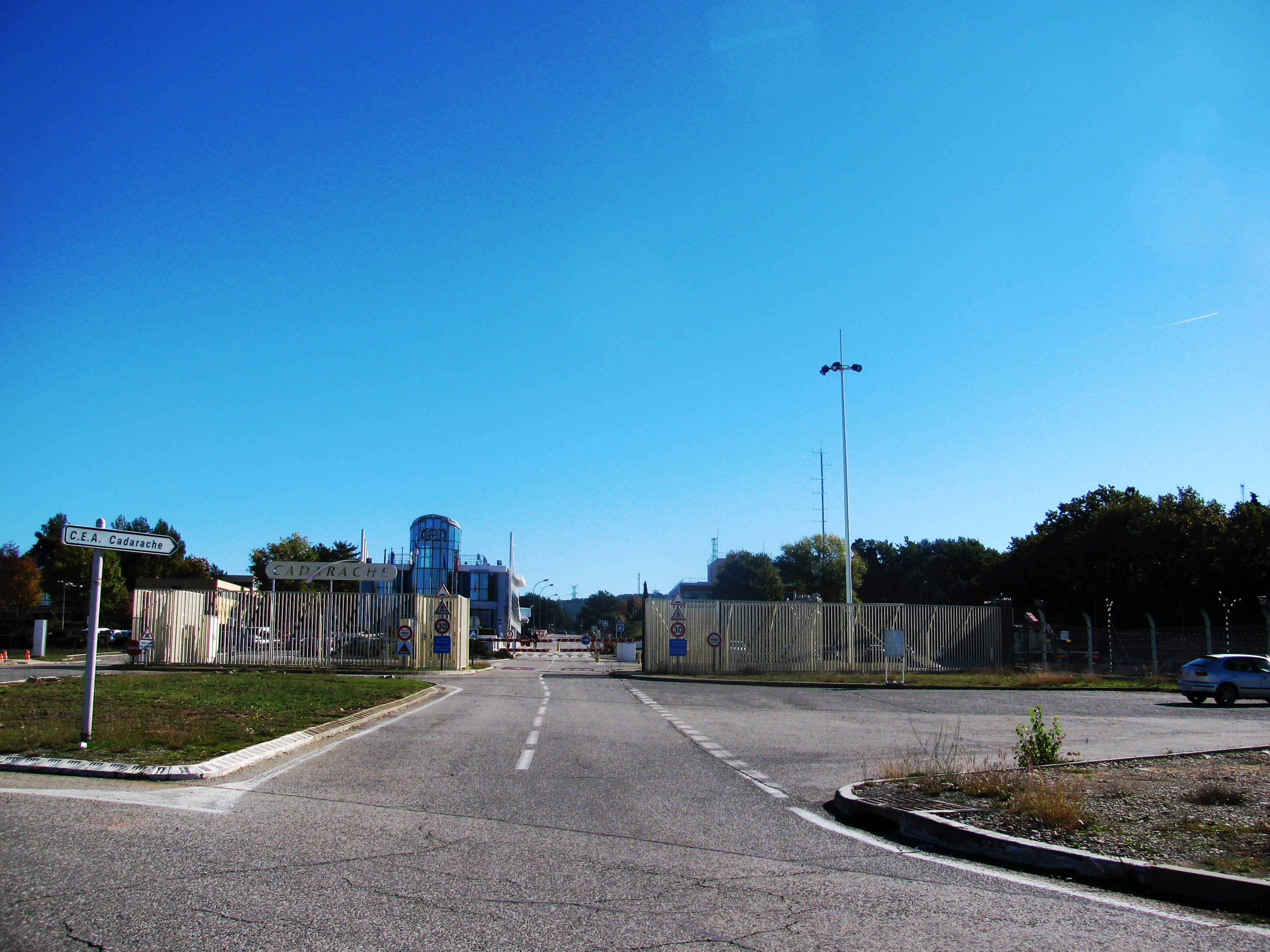
Entrée du centre.

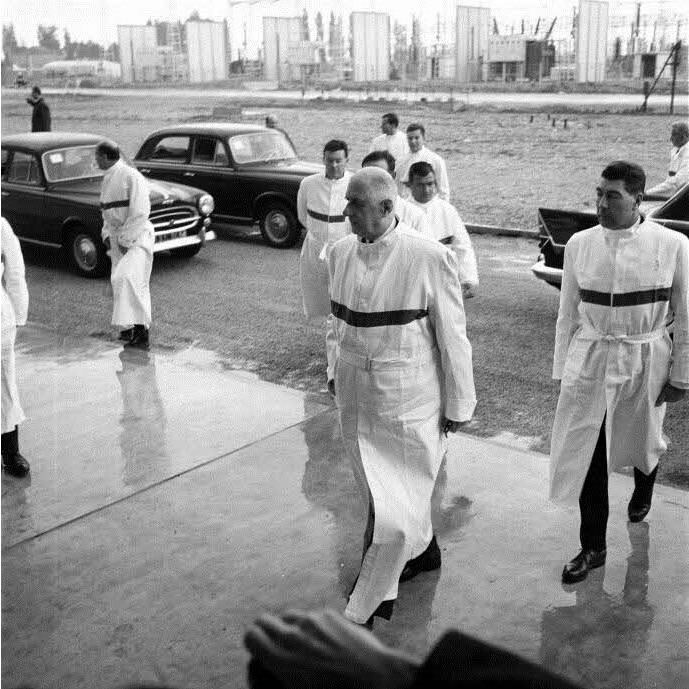
Le Président Charles de Gaulle en visite des installations de Pierrelatte et de Cadarache, le 23 septembre 1963.

Le centre de Cadarache a été créé par le commissariat à l'Énergie atomique (CEA) le 14 octobre 1959 et inauguré en 1963. C’est le 5e et dernier centre de recherche civile du CEA construit, après Fontenay-aux-Roses (1946), Saclay (1952), Marcoule (1955) et Grenoble (1956). Le CEA prospectait pour un nouveau site depuis 1957 et son choix est fixé en 1958. Il dépêche alors dans la région monsieur Léon Martin qui ouvre un bureau à Marseille. Le décret d'octobre 1959 officialise la création du Centre. René Faure, frère de Maurice Faure, est nommé comme premier directeur du centre et Léon Martin comme son adjoint. Ils le resteront jusqu'en 1973. Les travaux débutent en mars 1960 après l'achat des derniers terrains. Le CEA de Cadarache compte alors 88 agents.
La création du site rencontre l'opposition de Jean Giono, originaire de la région et qui réside alors à une dizaine de kilomètres. La marquise de La Hamayde s'oppose également à la création du centre. Toutefois la création du centre bénéficie de forts soutiens politiques locaux, en particulier celui de Louis Philibert, alors conseiller général du canton de Peyrolles. Lors d'une réunion publique il s'opposera à un avocat parisien embauché par la marquise de La Hamayde en finissant son discours en provençal. Il déclare alors : « Ce monsieur-là, vous ne l'avez jamais vu. Alors regardez bien comment il est fait, parce que tout à l'heure, il va encaisser sa plaidoirie, il va repartir à Paris et vous ne le reverrez jamais plus. Tandis que moi, vous allez me revoir, car je serai à nouveau candidat au conseil général ». En 1961, Louis Philibert est réélu avec 92 % des voix. Il sera député des Bouches-du-Rhône de 1967 à 1989.
Les objectifs initiaux du centre de recherche de Cadarache étaient d'étudier la propulsion nucléaire navale pour les sous-marins nucléaires lanceurs d’engins (SNLE), ainsi que la filière des réacteurs à neutrons rapides (RNR). Le premier prototype de ce type de réacteur, Rapsodie, y a été construit puis mis en service en 1967. Le suivant, Phénix, a été construit sur le site de Marcoule, mis en service en 1973 et exploité jusqu'en 2008.
Les premiers travaux de 1960 concernent les Ateliers de technologie du plutonium (ATPu), le prototype à terre (PAT), et le hall d'essai HR1 destiné à la fabrication de composants pour Rapsodie. Une première maquette critique (Peggy) est mise en service en septembre 1961 en même temps que les ATPu. En janvier 1962 débutent les travaux de recherches du réacteur Rapsodie, premier réacteur à neutrons rapides refroidi au sodium français. La construction de Cabri commence en août. Pegase (réacteur de recherche pour la filière française uranium naturel graphite gaz (UNGG) diverge le 4 avril 1963, Cabri le 24 décembre de la même année. Cabri, en cours de rénovation, est toujours en service en 2016.
Le centre de Cadarache est inauguré le 30 mai 1963 en présence de 400 invités, de Gaston Palewski, ministre de la recherche et de Francis Perrin, alors haut-commissaire à l'Énergie atomique.
Les effectifs du centre passent la barre des 2 000 salariés CEA en 1966 et atteignent un maximum de 3 427 en 1986 (salariés CEA uniquement). En 2016, l’effectif est de 2 100 salariés CEA.
Afin de pallier l'accroissement de la population lié à l'implantation du centre et celle de l'entreprise Thomson-Houston, de nombreux logements doivent être construits pour le personnel, sur deux sites : Manosque (lotissement Les Mûriers) et Aix-en-Provence (résidence Le Petit Nice).

### Prototype de réacteur pour la propulsion nucléaire navale
Le général de Gaulle, qui créa le Commissariat à l’énergie atomique (CEA) en 1945, visite le centre, pour la première fois, le 24 septembre 1963. Au cours de la visite du chantier de Rapsodie, il déclare « je suis jaloux de ceux qui travaillent ici ». Il revient à Cadarache le 6 novembre 1967. Une grande partie de ces deux visites a été consacrée au prototype de réacteur pour la propulsion nucléaire navale, le prototype à terre (PAT), qui est l'un des grands objectifs de la création du CEA.
La pile critique Azur (acronyme pour « Alliage zirconium uranium »), qui est une maquette critique du PAT, diverge le 9 avril 1962.
Le PAT, dont la construction débute en 1960, diverge en 1964. Ce réacteur utilisait de l'uranium fortement enrichi (à 90 %). La France ne disposant pas, à l'époque, de capacité d'enrichissement suffisante, la première charge sera fournie par les États-Unis, à condition qu'elle soit réservée à un usage de recherche. Du 20 octobre au 18 décembre 1964, le PAT se lance dans une croisière virtuelle, fonctionnement équivalent à un tour du monde. Ce type de réacteur sera installé à partir de 1971 sur les sous-marins nucléaires lanceurs d'engin français (SNLE), dont le premier est le Redoutable. Lors de son exploitation qui dure jusqu'en octobre 1992, le PAT diverge plus de 3 500 fois et a servi à la formation de 2 800 marins.
À partir de 1970 commence la construction d'un modèle de réacteur nucléaire plus compact destiné aux sous-marins d'attaque (SNA) et dénommé Chaufferie avancée prototype (CAP). Elle diverge en novembre 1974. Après évolution la CAP devient RNG pour réacteur de nouvelle génération, modèle proche du K15 qui équipe les sous-marins de la classe Le Triomphant et le porte-avions Charles de Gaulle.

### Énergies renouvelables
À partir de 1976 les activités du CEA relatives à l'énergie solaire sont transférées à Cadarache à partir des centres de Saclay (solaire thermique) et de Grenoble (solaire photovoltaïque). Les équipes du centre participent alors, à la mise en service de la centrale solaire de Vignola en Corse en 1982. Les activités de recherche sur les énergies renouvelables à Cadarache concernent aussi la bioénergies. En 1980, BP Lavera transfère ses activités sur les micro-algues à Cadarache. On étudie à l'époque le rôle de Botryococcus braunii dans la synthèse du pétrole. La production de polysaccharides par Porphyridium cruentum est également étudiée. Cette activité de production d'algues en photo-bioréacteurs se poursuivra au sein de la société Héliosynthèse puis Thalia Parmaceuticals pour la production de Phorphydium cruentum, utilisée dans le traitement de la dégénérescence maculaire de la rétine.
À partir de 2010, le CEA devient le commissariat à l'Énergie atomique et aux Énergies alternatives et les activités de recherche sur les énergies renouvelables à Cadarache prennent de l'importance. La cité des Énergies développe des programmes de recherche sur l'énergie solaire photovoltaïque et de concentration, sur les bioénergies et en particulier les biocarburants de troisième génération, et sur l'efficacité énergétique des bâtiments méditerranéens. En 2016, la plateforme de recherche Mégasol pour l'étude du solaire photovoltaïque sur une surface de 71 ha est en cours de construction.

### Centre CEA de Cadarache dans la littérature
En 1980, le centre de Cadarache sert, pour partie, de décor au roman de Dominique Lapierre et Larry Collins, Le Cinquième Cavalier. Dans ce livre, des terroristes envisagent, sans y parvenir, de voler du plutonium à Cadarache pour fabriquer une bombe. Dominique Lapierre s’était documenté pour rédiger son livre et avait visité le centre de Cadarache. La sortie de cet ouvrage entraîna la modification de certaines mesures de sécurité du centre, en particulier celles concernant les laboratoires de stockages plutonium.

## Liste des installations

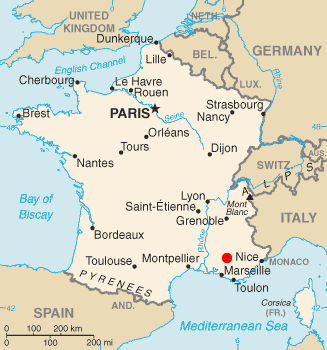
Site du centre de Cadarache

Sur le site de Cadarache, on trouve des installations nucléaires de base et une INBS, celle de la recherche sur la propulsion navale.

### Fabrication de combustible MOX
Sur le centre du CEA/Cadarache, l'Atelier de technologie du plutonium (ATPu) a été arrêté en 2003 et est aujourd'hui en cours de démantèlement. Le plutonium qui y était utilisé provenait du retraitement des combustibles de centrales nucléaires réalisé à l'usine AREVA de la Hague. L'ATPu de Cadarache avait été mis en service en 1962 pour fabriquer du combustible à base de plutonium. Il a ainsi produit, environ 350 tonnes de combustible MOX (mélange d'oxydes) de plutonium et d'uranium, pour les surgénérateurs Phénix et Superphénix, ainsi que pour des centrales REP. Aujourd'hui, c'est l'usine MELOX sur le site de Marcoule qui fabrique ce type de combustible avec une capacité de production d'environ 200 tonnes par an. Après l'arrêt de la production en 2003, l'ATPu a fabriqué pour le programme MOX for peace du combustible destiné aux réacteurs producteurs d'électricité à partir de 140 kg de plutonium militaire d'origine américaine. Cette opération a été réalisée pour faire la démonstration de la faisabilité de cette transformation et non de la production industrielle. La masse totale de plutonium militaire à retraiter (entre Russes et Américains) étant estimée à 34 tonnes. L'ATPu a ainsi produit, au cours de cette opération démonstrative, le combustible pour quatre assemblages utilisés dans la centrale nucléaire de Catawba (États-Unis). À la suite de cet essai, il a été décidé la construction d'une usine de fabrication de MOX à partir de matière nucléaire militaire sur le site de Savannah River, en Caroline du Sud aux États-Unis.

### Prototypes de moteurs nucléaires
Dans le domaine militaire, c'est sur ce site que sont construits les prototypes destinés à l'étude de la propulsion nucléaire, pour équiper les sous-marins nucléaires et les porte-avions. Le site héberge une installation nucléaire de base classée secrète (INBS) consacrée à la propulsion nucléaire exploitée par Technicatome. Il sert aussi de site de formation pour les marins atomiciens.
- 9 avril 1962 : mise en service de la pile AZUR, pile critique du prototype à terre de la propulsion nucléaire.
- 14 août 1964 : mise en service du prototype à terre (PAT) de moteur nucléaire des futurs sous-marin nucléaire lanceur d'engins, qui sera arrêté le 15 mars 1992.
- 10 octobre 2018 : le réacteur d'essais à terre (RES) entre en fonctionnement, il a pour rôle le prototypage des futurs réacteurs de propulsion navale[11]. En outre, il pourrait produire une partie de la chaleur destinée au chauffage central du centre[12].

### Prototypes de réacteurs nucléaires de fission
Dans le domaine de la recherche, le site de Cadarache dispose de plusieurs réacteurs expérimentaux :
- Sura : Réacteurs expérimentaux (Cabri & Scarabée)[13] ;
- Éole : réacteur d'enseignement (de type piscine) ;
- Minerve : réacteur d'enseignement (de type piscine) ;
- Masurca : maquette de surgénérateur à Cadarache. Maquette destinée aux études neutroniques pour les réacteurs à neutrons rapides.

Plusieurs anciens réacteurs de recherche sont définitivement arrêtés, actuellement en phase de démantèlement nucléaire terminée ou plus ou moins avancée :
- Harmonie : ancien réacteur dont le démantèlement total s’est achevé le 5 octobre 2007. Installation déclassée le 26 mai 2009 ;
- Rapsodie : pour RAPides SODIum (INB 25) réacteur arrêté depuis avril 1983 et en démantèlement, il a permis des recherches dans le domaine des réacteurs à neutrons rapides. Il figure sur un timbre édité par la poste en 1965 pour les 20 ans du CEA ;
- Phébus : réacteur expérimental utilisé pour des recherches sur la sûreté nucléaire ;
- Pégase : (INB22) ancien réacteur expérimental reconverti pour l'entreposage depuis 1980. Il sert à l'entreposage sous eau de combustibles irradiés et de fûts de sous-produits de fabrication, ceci dans l'attente de leur évacuation.

Le réacteur Jules Horowitz (RJH), destiné à la recherche, est en cours de construction. En plus d'être destiné aux tests de composants des futures centrales nucléaires, il est destiné à produire des radio-isotopes à but médical (99Mo en particulier). À terme il doit être en mesure de produire 50 % de la consommation européenne de ces isotopes. Il remplacera en cela le réacteur Osiris de Saclay, lui-même en fin de vie. Le RJH devait être opérationnel en 2020 mais un décret du 12 octobre 2019 a repoussé de neuf ans le délai pour réaliser le premier chargement en combustible nucléaire du réacteur. Il représente un budget global supérieur à 1,5 milliard d'euros. Il a été construit en collaboration avec l'Union européenne, la Finlande, la Belgique, l'Inde, le Japon, la République tchèque.

### Recherches sur la fusion

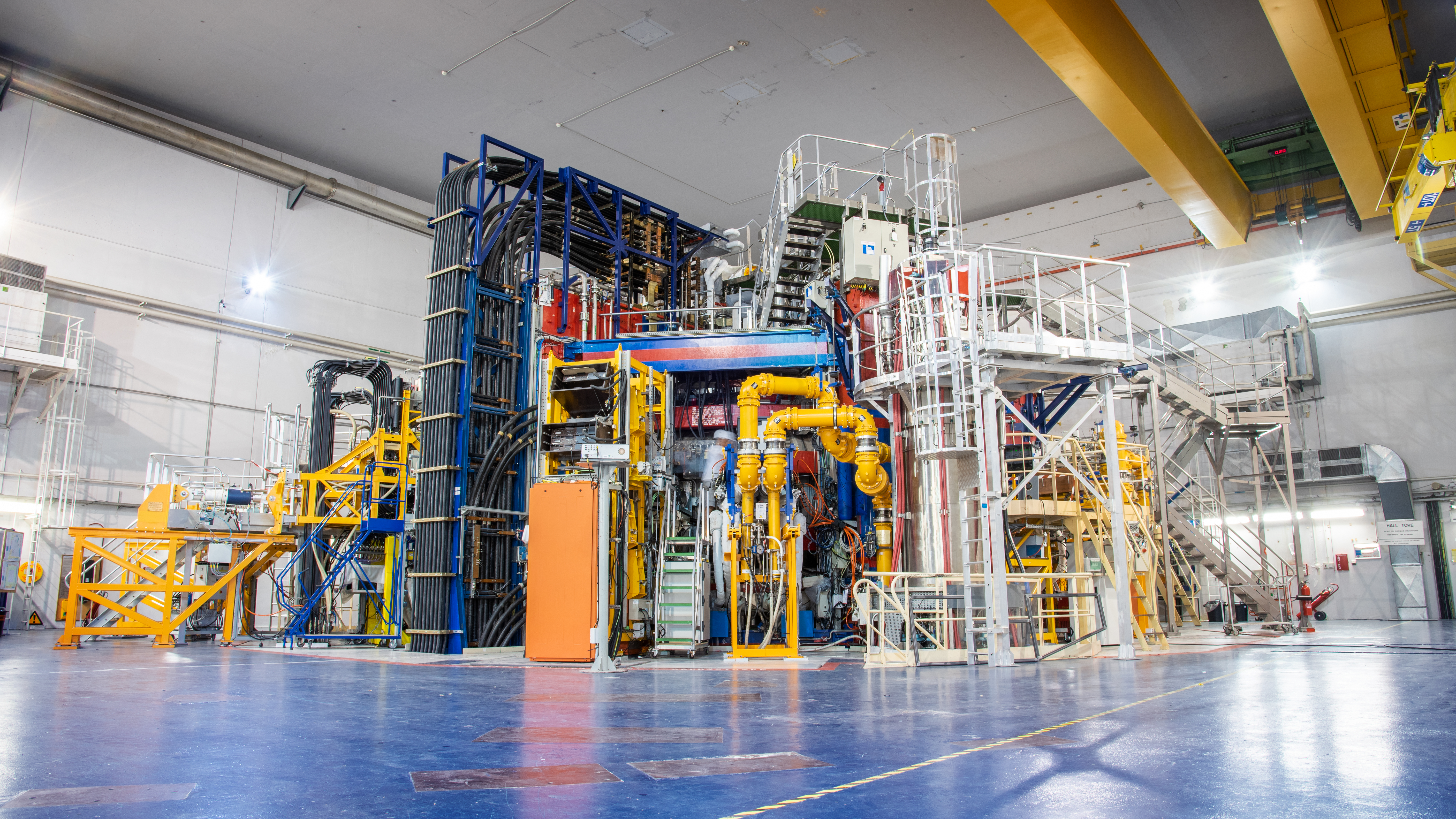
Tokamak WEST.

- Institut de recherche sur la fusion par confinement magnétique (IRFM, anciennement Département de recherche sur la fusion contrôlée, jusqu'en 2008).
- Tore Supra (rebaptisé WEST) : réacteur de fusion de type Tokamak. En février 2025 un record est réalisé avec cette installation en maintenant un plasma à une température de 50 millions de degrés Celsius pendant plus de 22 minutes[16].

- International Thermonuclear Experimental Reactor (ITER). La décision de construire ITER à Cadarache a été prise lors d'une réunion à Moscou le 28 juin 2005. La construction débute en 2007, sur un terrain de 180 hectares en dehors des limites actuelles de centre de Cadarache. En 2012, les fondations parasismiques sont en construction, et le radier du tokamak est achevé de construction en 2014. Le réacteur est supposé créer son premier plasma en 2025[17].

### Combustible nucléaire
- CFCa : Complexe de fabrication des éléments combustibles au plutonium.
- LDAC : Laboratoire de découpe des assemblages combustibles (à l'arrêt).
- MCMF : Magasin Central des Matières Fissiles (INB 53) destiné à l'entreposage de matières nucléaires non irradiées en attente d'emploi dans d'autres installations, il doit être remplacé par l'installation Magenta.
- LECA : Laboratoire d'examen des combustibles actifs (INB 55) il est associé au laboratoire STAR et sert à l'examen d'éléments combustibles après irradiation. Ses travaux participent, entre autres, à l'amélioration du taux de combustion, soit le rapport entre l'énergie produite et la quantité de combustible consommée et par la même quantité de déchets produits.
- LEFCA : Laboratoire d'études et de fabrication expérimentales de combustibles avancés (INB 123) étudie les céramiques combustibles nucléaires principalement à base d'oxyde d'uranium et d'actinides (plutonium, américium, neptunium, etc.). Il fabrique des assemblages expérimentaux destinés à des tests d'irradiation.
- LPC : Laboratoire de purification chimique.
- ATUe : Atelier de traitement de l’uranium enrichi (en démantèlement).
- IRCA : Irradiateur de Cadarache (ex-INB 121) démantelée et déclassée en 2006 et destinée aux études sur le comportement des bitumes sous irradiations. L'ancien bâtiment abrite actuellement l'ICPE à caractère nucléaire TOTEM.

### Déchets radioactifs
- STED : Station de Traitement des Effluents et des Déchets
- STEL : Station de Traitement des Effluents Liquides
- AGATE : Atelier de Gestion Avancée et de Traitement des Effluents
- CEDRA : Conditionnement et entreposage de déchets radioactifs
- Chicade : R&D sur les déchets nucléaires de faible et moyenne activité
- La Rotonde : Conditionnement et traitement de déchets TFA (très faible activité)

Les déchets du projet ITER seront entreposés pendant 50 ans dans une installation assurant la décroissance radioactive du tritium, avant un stockage définitif dans les centres de l'Andra. Cette installation pourrait être réalisée à Cadarache pour minimiser les transports, ou sur le centre de Marcoule.

## Impact sur l'environnement
Le site de Cadarache dispose d'autorisations de prélèvements d'eau et de rejets, radioactifs et chimiques, liquides et gazeux. Les rejets gazeux radioactifs des installations nucléaires proviennent pour leur plus grande partie de la ventilation des différents locaux. Conformément à la loi Transparence et sûreté nucléaire, dite TSN>, le CEA dresse un bilan annuel de ses rejets, bilan qui fait l'objet d'un rapport et d'une présentation publique.
Le centre de Cadarache est certifié ISO 14001.

### Biodiversité à Cadarache
Le nom Cadarache est celui de la forêt domaniale centenaire qui s’étendait sur 1 200 hectares avant le début des travaux d'ITER, maintenant réduite à 802 hectares.
On y dénombre près de 40 espèces protégées sur les 400 espèces présentes, telles que, telles que :
- le lézard ocellé (il a été déporté hors du site dans un lieu propice à son développement) ;
- l’orchidée sauvage (une zone a été préservée lors des travaux afin de protéger son milieu de vie) ;
- le scarabée pique-prune, qui se nourrit de bois mort et a changé d’environnement (du bois mort a été accroché aux logements des pique-prunes car leurs moyens de déplacements sont réduits).

Pour acquérir son site, ITER a dû prendre des mesures compensatoires sur le long terme, dont l'acquisition d'une surface de 480 hectares (contre 180 hectares pour le site lui-même) d'intérêt écologique équivalent et uniquement destinée à son étude et à sa préservation. Voir l'article ITER : Impact local sur la biodiversité.

## Accidents et incidents

### Explosion chimique en mars 1994
Le 31 mars 1994, une violente explosion de sodium a eu lieu lors des opérations de démantèlement du réacteur nucléaire expérimental Rapsodie. Elle a fait un mort et quatre blessés. Cet accident a été classé en niveau 2 sur l'échelle des incidents nucléaires (échelle INES). Il n'y a pas eu contamination radiologique de l'environnement.

### Incendie en novembre 2004
Un départ de feu s'est produit avant d'être maîtrisé sur des pièces radioactives dans le Centre de Cadarache, ce feu est resté confiné à l'intérieur de l'installation, il n'y a eu aucune contamination de l'environnement.

### Panne sur une balance en mars 2006
Le 6 novembre 2006 à l'Atelier de technologie du plutonium (ATPu), d'Areva NC, des employés d'Areva-NC ont par deux fois chargé un broyeur avec des rebuts de pastilles de combustible MOX (mélange d'oxydes de plutonium et d'uranium). Une inspection de l'ASN, faite le 16 novembre, a conclu que la balance de contrôle du chargement du broyeur était cassée depuis mars 2006. La « masse critique » (±16 kg de matière fissile) n’a pas été atteinte, mais bien au-delà des 8 kg autorisés, ce sont 13 kg de pastilles, équivalent à 3,9 kg de matière fissile, qui avaient été chargées dans le broyeur. À partir de 16 kg de matière fissile, dans certaines conditions de géométrie et en présence de modérateur, une réaction nucléaire aurait pu spontanément s'enclencher. L'incident a été rendu public par le CEA le 10 novembre 2006. Il n'a donné lieu à aucune contamination de l'environnement.
Ce sont la balance de pesage cassée, mais surtout des consignes « hors procédure » (l'opérateur utilisait une balance à côté du broyeur et non celle en dessous de celui-ci comme prévu) qui ont conduit à cet incident qui a été jugé par le CEA « sans conséquence pour l'environnement ou la santé » et ne nécessitant qu’un classement de niveau 1 sur l'échelle INES. Mais à la suite de « l'accumulation d'erreurs humaines » et aux « défaillances constatées dans les processus d'assurance de la qualité » démontrant des lacunes importantes dans la culture de sûreté de l'exploitant, l’Autorité de sûreté nucléaire française (ASN) a annoncé le mardi 9 janvier 2007 avoir classé l'incident au niveau 2 de l'échelle internationale des événements nucléaires.

### Incendie en octobre 2008
Un incendie s'est produit le 1er octobre 2008 sur une installation non nucléaire.

### Sous-évaluation d'une quantité de plutonium
Le 6 octobre 2009, il est révélé que l'Atelier de technologie du plutonium contient, en rétention, 22 kg de plutonium (le CEA estime que la quantité totale pourrait s’élever à près de 39 kg), et non 8 kg comme initialement prévu par le commissariat à l'Énergie atomique.
L'Autorité de sûreté nucléaire a classé l'incident au niveau 2 le 15 octobre et a suspendu le démantèlement de cet atelier. Le parquet d'Aix-en-Provence a ouvert une enquête préliminaire sur l'incident.
À cette occasion, les relations entre l'Autorité de sûreté nucléaire et le CEA ont connu une véritable crise, un affrontement au plus haut niveau entre Bernard Bigot, l'administrateur général du CEA et André-Claude Lacoste, le président de l'ASN.
Cette matière résiduelle, constituée de poudres de très faible granulométrie, et très souvent invisible à l'œil nu, est la conséquence du fonctionnement industriel de l'installation entre 1966 et 2004. Dans cette période, il a été produit 350 tonnes de combustible. Cette matière, déposée de façon diffuse dans les quelque 450 boîtes à gants de l'installation, a été rendue accessible (et donc mesurable) par les opérations de démantèlement en cours. La densité du plutonium est particulièrement élevée (19,8). Il est ici principalement présent sous forme d'oxyde de densité théorique 11,46. Une quantité de 20 kg de plutonium représente donc un volume d'environ deux litres, déposé de façon hétérogène dans 450 boîtes à gants, représentant une surface de dépôt potentiel de plus de 2 000 m2.

### Sous-évaluation d'une quantité d'uranium faiblement enrichi
À la suite de la sous-évaluation de quantité en rétention constatée aux Ateliers de technologie du plutonium (ATPu), le CEA Cadarache a entrepris une démarche de mesure des quantités de matières en rétention dans les installations en cours d'assainissement.
Lors de ces opérations il a été constaté l'existence d'une rétention de l'ordre de 10 kg d'uranium faiblement enrichi (1,65 %) dans la cellule C1 (enceinte blindée) de l'installation STAR. La rétention attendue était estimée à environ 4 kg le risque de criticité existant à partir d'une masse de 184 kg. Cet incident a fait l'objet d'une déclaration à l'ASN le 22 octobre 2009 et fait l'objet d'une déclaration formelle à l'ASN le 25 octobre proposant le classement au niveau 1 de l'échelle INES qui en compte sept

### Mise en demeure de l'ASN pour le démantèlement de l'atelier d'uranium enrichi
Le 6 juin 2013, l'Autorité de sûreté nucléaire (ASN) met en demeure le Commissariat à l'énergie atomique d'achever les opérations de démantèlement de son atelier d'uranium enrichi avant le 30 avril 2014 dans les conditions définies par le décret du 8 février 2006.

### Contamination d'un salarié
Le 4 juillet 2016, un communiqué du CEA rend public qu'un salarié a été contaminé par la radioactivité dans l'atelier de technologie du plutonium en démantèlement. Il a reçu une dose inférieure à la limite réglementaire de 20 mSv/an.

## Risque sismique
Selon le zonage de 2011 la commune de Saint-Paul-lès-Durance est classée au niveau 4 du risque sismique, soit un niveau moyen au regard de la sismicité sur le globe.
Le site de Cadarache est situé sur la faille de la Moyenne Durance, ou d'Aix-en-Provence - Durance, de direction NNE-SSW, la plus active de France, et à proximité d'une autre, celle de la Trévaresse, de direction E-W, qui a engendré le plus grave séisme jamais enregistré en France métropolitaine, le séisme de 1909 en Provence.
La commune de Saint-Paul-lès-Durance a connu plusieurs épisodes sismiques remarquables dans le passé, le 11 juin 1909 avec une intensité de V et demi (séisme de 1909 en Provence, épicentre à environ 35 km avec une intensité de IX, soit une magnitude de 6,2 sur l'échelle de Richter à l'épicentre, ce séisme n'a fait aucune victime à Saint-Paul-lès-Durance) ; le 19 juillet 1963 et le 26 janvier 1967 avec une intensité de IV et demi sur l'échelle Medvedev-Sponheuer-Karnik. La ville de Manosque, située à proximité, a connu deux épisodes sismiques remarquables dans le passé, l’un le 13 décembre 1509 et l’autre le 14 août 1708. Ces deux événements ont provoqué des dégâts importants aux constructions et sont recensés dans la base de sismicité historique avec une intensité de VIII (MSK) à Manosque.
Selon l'Autorité de sûreté nucléaire, six installations du Centre devront être arrêtées pour non-conformité aux normes antisismiques actuellement en vigueur :
- l'atelier de technologie du plutonium : 2002 (fermé en 2003) ;
- la station de traitement des déchets et effluents : 2006 ;
- Le magasin central des matières fissiles : 2010 ;
- le parc d'entreposage des déchets : 2015 ;
- le laboratoire d'examen des combustibles actifs : 2015 ;
- l'entreposage Pégase : 2015.

Selon le CEA, exploitant du site de Cadarache, certains bâtiments, conformes aux normes sismiques de l'époque, doivent être rénovés pour faire face à leur évolution, mais le risque sismique est pleinement pris en compte dans la construction du réacteur de recherche Jules Horowitz, le réacteur d'essai (RES) et dans la conception du projet ITER.

## Formation par la recherche
Le centre de Cadarache accueille environ 130 doctorants au sein des laboratoires des différents instituts et entreprises implantés sur le site (CEA, IRSN, Areva).
Le centre de Cadarache accueille un centre de formation de l'INSTN, qui délivre le diplôme d'ingénieur de spécialisation en génie atomique et le brevet de technicien supérieur en radioprotection. Il intervient également dans le domaine de la formation continue.

## Liste des directeurs du CEA Cadarache
- Christophe Bourmaud depuis 2023 ;
- Jacques Vayron, de 2019 à 2023[39] ;
- Christian Bonnet, de 2013 à 2019 ;
- Maurice Mazière, de 2010 à 2013 ;
- Serge Durand, de 2006 à 2010 ;
- Pascale Amenc-Antoni, de 2003 à 2006 ;
- Hervé Bernard, de 2000 à 2003 ;
- Marcel Jurien de la Gravière, de 1997 à 2000 ;
- Michel Suscillon, de 1993 à 1997 ;
- Gérard Vial, de 1990 à 1993 ;
- Jean Mégy, de 1987 à 1990 ;
- André Junca, de 1974 à 1983 ;
- Claude Moranville, 1973-1974 puis 1983 à 1987 ;
- René Faure, de 1959 à 1973.

## Divers
Le CEA est impliqué dans le pôle de compétitivité Capenergie, consacré aux énergies non productrices de gaz à effet de serre. Le président de Capenergie, Christian Bonnet, est également directeur du centre de Cadarache.
En 2016, le CEA et Cap Vert Énergie signent pour une durée de quatre ans, un projet d’étude concernant la performance d’une plateforme solaire photovoltaïque Megasol dans un but conjoint de recherche et de production électrique.
Une commission locale d'information (CLI) a été mise en place pour favoriser l'information du public.

### Opposition antinucléaire

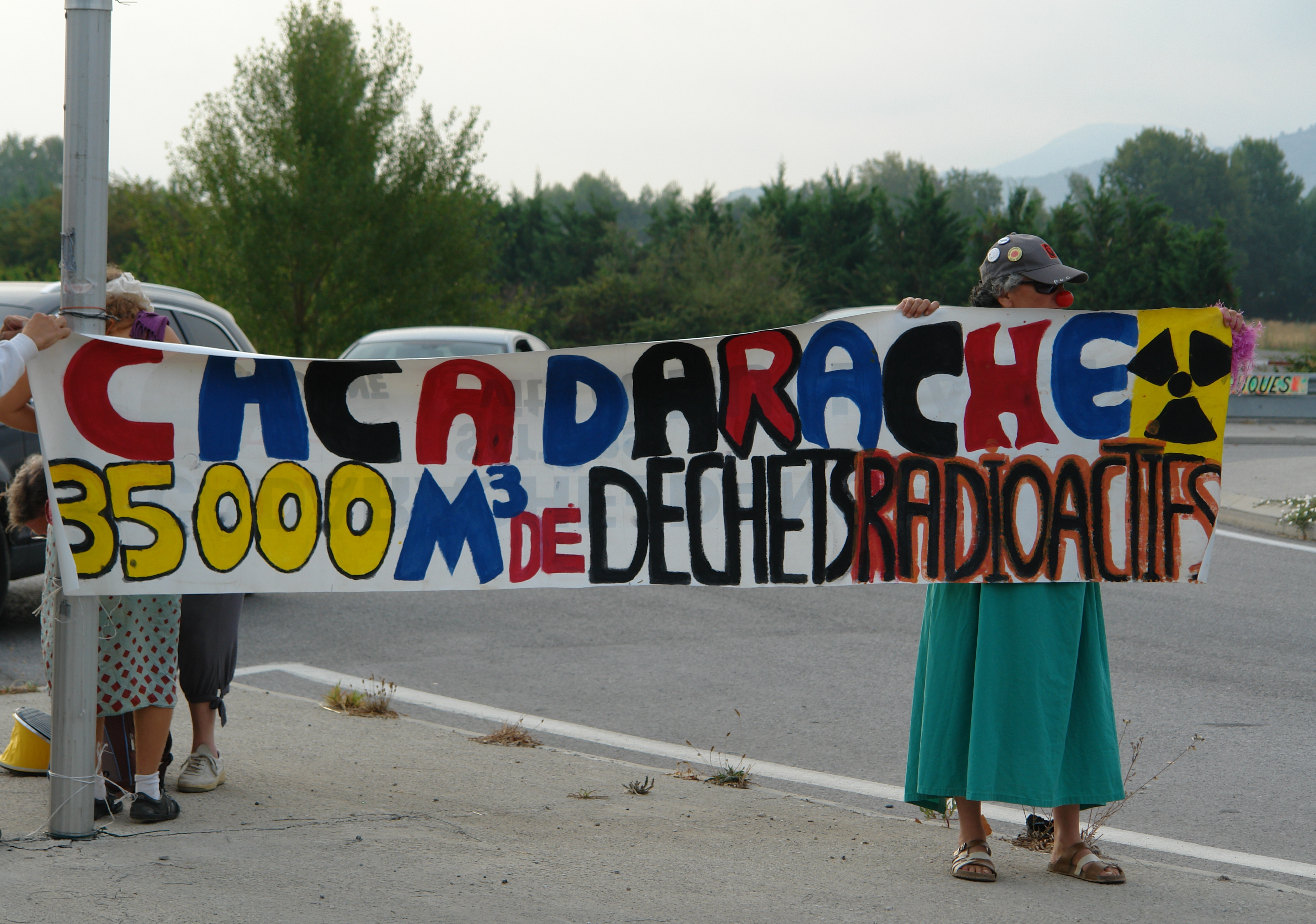
Banderole d'opposants à Cadarache.

Le premier opposant historique au centre de Cadarache fut l'écrivain Jean Giono. Dans Provence, en 1961, il demande ainsi « … pourquoi ce centre inoffensif n'a-t-il pas été installé tout simplement à Paris, et plus spécialement dans les jardins inutiles de l'Élysée ? »
En décembre 1993, des militants de Greenpeace pénètrent sur le site et déroulent leurs banderoles sur la cheminée du réacteur Phébus, qui devait réaliser son premier essai le lendemain dans le cadre du programme d'expérimentation « Produit de fission » (PF). L'essai eut lieu comme prévu.
Une nouvelle tentative d'intrusion en décembre 2011 s'est soldée par un échec, les militants ayant fui à l'arrivée des gardes en abandonnant une partie de leur matériel. L'opération n'est pas revendiquée par Greenpeace, qui réalise pourtant le même jour deux intrusions dans les centrales nucléaires de Nogent et de Cruas. Le tribunal correctionnel de Marseille a prononcé des peines contre huit militants de quatre à dix mois de prison avec sursis et près de 70 000 euros de dommages-intérêts.
Depuis juin 2010, le Collectif Anti-nucléaire 13 a interpellé l'ASN afin d'obtenir des informations sur l'avancement du démantèlement de l'Atelier de technologie du plutonium (ATPu) du CEA de Cadarache, ainsi que sur les quantités exactes de plutonium qui y seraient détenues. Le 14 mars 2012, le tribunal correctionnel d’Aix-en-Provence a condamné le CEA pour retard dans la déclaration d’incident à l’ASN.
Deux jours après l'accident nucléaire de Fukushima, une centaine de personnes s'est mobilisée à Cadarache en soutien au peuple japonais et pour dire non au nucléaire.
En avril 2012, une chaîne humaine d'une centaine de militants antinucléaires s'est formée entre ITER et Cadarache pour arrêter les recherches menées à ITER.